# Classic Loire-Atlantique 2016
La 17e édition de la Classic Loire-Atlantique a eu lieu le 19 mars 2016. La course fait partie du calendrier UCI Europe Tour 2016 en catégorie 1.1. C'est également la deuxième épreuve de la Coupe de France de cyclisme sur route 2016.
L'épreuve a été remportée par le Français Anthony Turgis (Cofidis) une minute et deux secondes devant son coéquipier et compatriote Loïc Chetout et une minute et sept secondes devant un autre Français Kévin Ledanois (Fortuneo-Vital Concept).
Anthony Turgis gagne également le classement par points et logiquement celui du meilleure jeune tandis que son coéquipier du même pays Florian Sénéchal s'adjuge celui de la montagne.
Pour la Coupe de France, tous les leaders changent et sont désormais Anthony Turgis pour le classement individuel et des jeunes et la formation française Cofidis pour le classement par équipes.

## Présentation

### Équipes
Classé en catégorie 1.1 de l'UCI Europe Tour, la Classic Loire-Atlantique est par conséquent ouverte aux WorldTeams dans la limite de 50 % des équipes participantes, aux équipes continentales professionnelles, aux équipes continentales et aux équipes nationales.
Dix-sept équipes participent à cette Classic Loire-Atlantique - deux WorldTeams, neuf équipes continentales professionnelles et six équipes continentales :
| UCI WorldTeams   | UCI WorldTeams | UCI WorldTeams |
| Nom de l'équipe  | Pays           | Code           |
| ---------------- | -------------- | -------------- |
| AG2R La Mondiale | France         | ALM            |
| FDJ              | France         | FDJ            |

| Équipes continentales professionnelles | Équipes continentales professionnelles | Équipes continentales professionnelles |
| Nom de l'équipe                        | Pays                                   | Code                                   |
| -------------------------------------- | -------------------------------------- | -------------------------------------- |
| Androni Giocattoli-Sidermec            | Italie                                 | AND                                    |
| Caja Rural-Seguros RGA                 | Espagne                                | CJR                                    |
| Cofidis                                | France                                 | COF                                    |
| Delko-Marseille Provence-KTM           | France                                 | DMP                                    |
| Direct Énergie                         | France                                 | DEN                                    |
| Fortuneo-Vital Concept                 | France                                 | FVC                                    |
| Roth                                   | Suisse                                 | ROT                                    |
| Topsport Vlaanderen-Baloise            | Belgique                               | TSV                                    |
| Wanty-Groupe Gobert                    | Belgique                               | WGG                                    |

| Équipes continentales                 | Équipes continentales | Équipes continentales |
| Nom de l'équipe                       | Pays                  | Code                  |
| ------------------------------------- | --------------------- | --------------------- |
| 3M                                    | Belgique              | MMM                   |
| Armée de Terre                        | France                | ADT                   |
| Euskadi Basque Country-Murias         | Espagne               | EUS                   |
| HP BTP-Auber 93                       | France                | AUB                   |
| Roubaix Métropole européenne de Lille | France                | RML                   |
| Wallonie Bruxelles-Group Protect      | Belgique              | WBC                   |

### Primes
Les vingt prix sont attribués suivant le barème de l'UCI,. Le total général des prix distribués est de 14 477 €.
| Position | 1er     | 2e      | 3e      | 4e    | 5e    | 6e    | 7e    | 8e    | 9e    | 10e à 20e |
| Prix     | 5 785 € | 2 895 € | 1 445 € | 715 € | 580 € | 433 € | 433 € | 287 € | 287 € | 147 €     |

## Classements

### Classement final
| Classement final | Classement final     | Classement final | Classement final                 | Classement final   |
|                  | Coureur              | Pays             | Équipe                           | Temps              |
| ---------------- | -------------------- | ---------------- | -------------------------------- | ------------------ |
| 1er              | Anthony Turgis       | France           | Cofidis                          | en 4 h 22 min 37 s |
| 2e               | Loïc Chetout         | France           | Cofidis                          | + 1 min 2 s        |
| 3e               | Kévin Ledanois       | France           | Fortuneo-Vital Concept           | + 1 min 7 s        |
| 4e               | Kenneth Vanbilsen    | Belgique         | Cofidis                          | + 1 min 17 s       |
| 5e               | Florian Sénéchal     | France           | Cofidis                          | + 1 min 18 s       |
| 6e               | Pieter Vanspeybrouck | Belgique         | Topsport Vlaanderen-Baloise      | + 1 min 18 s       |
| 7e               | Yoann Offredo        | France           | FDJ                              | + 1 min 18 s       |
| 8e               | Pierrick Fédrigo     | France           | Fortuneo-Vital Concept           | + 2 min 31 s       |
| 9e               | Hugo Hofstetter      | France           | Cofidis                          | + 2 min 31 s       |
| 10e              | Grégory Habeaux      | Belgique         | Wallonie Bruxelles-Group Protect | + 2 min 31 s       |
| modifier         |                      |                  |                                  |                    |

### Classements annexes
| Classement par points | Classement par points | Classement par points | Classement par points | Classement par points |
| --------------------- | --------------------- | --------------------- | --------------------- | --------------------- |
|                       | Coureur               | Pays                  | Équipe                | Point(s)              |
| 1er                   | Anthony Turgis        | France                | Cofidis               | 5 points              |
| 2e                    | Hugo Hofstetter       | France                | Cofidis               | 3 pts                 |
| 3e                    | Thomas Voeckler       | France                | Direct Énergie        | 3 pts                 |
| modifier              |                       |                       |                       |                       |

| Classement de la montagne | Classement de la montagne | Classement de la montagne | Classement de la montagne | Classement de la montagne |
| ------------------------- | ------------------------- | ------------------------- | ------------------------- | ------------------------- |
|                           | Coureur                   | Pays                      | Équipe                    | Point(s)                  |
| 1er                       | Florian Sénéchal          | France                    | Cofidis                   | 10 points                 |
| 2e                        | Loïc Chetout              | France                    | Cofidis                   | 5 pts                     |
| 3e                        | Hugo Hofstetter           | France                    | Cofidis                   | 5 pts                     |
| modifier                  |                           |                           |                           |                           |

| \| Classement du meilleur jeune[3] \| Classement du meilleur jeune[3] \| Classement du meilleur jeune[3] \| Classement du meilleur jeune[3] \| Classement du meilleur jeune[3] \| \| \| Coureur \| Pays \| Équipe \| Temps \| \| ------------------------------- \| ------------------------------- \| ------------------------------- \| ------------------------------- \| ------------------------------- \| \| 1er \| Anthony Turgis \| France \| Cofidis \| en 4 h 22 min 37 s \| \| 2e \| Loïc Chetout \| France \| Cofidis \| + 1 min 2 s \| \| 3e \| Kévin Ledanois \| France \| Fortuneo-Vital Concept \| + 1 min 7 s \| \| modifier \| \| \| \| \| |                |        |                        |                    |
| Classement du meilleur jeune |                |        |                        |                    |
| | Coureur        | Pays   | Équipe                 | Temps              |
| 1er | Anthony Turgis | France | Cofidis                | en 4 h 22 min 37 s |
| 2e | Loïc Chetout   | France | Cofidis                | + 1 min 2 s        |
| 3e | Kévin Ledanois | France | Fortuneo-Vital Concept | + 1 min 7 s        |
| modifier |                |        |                        |                    |

### Classement de la Coupe de France

#### Classement individuel

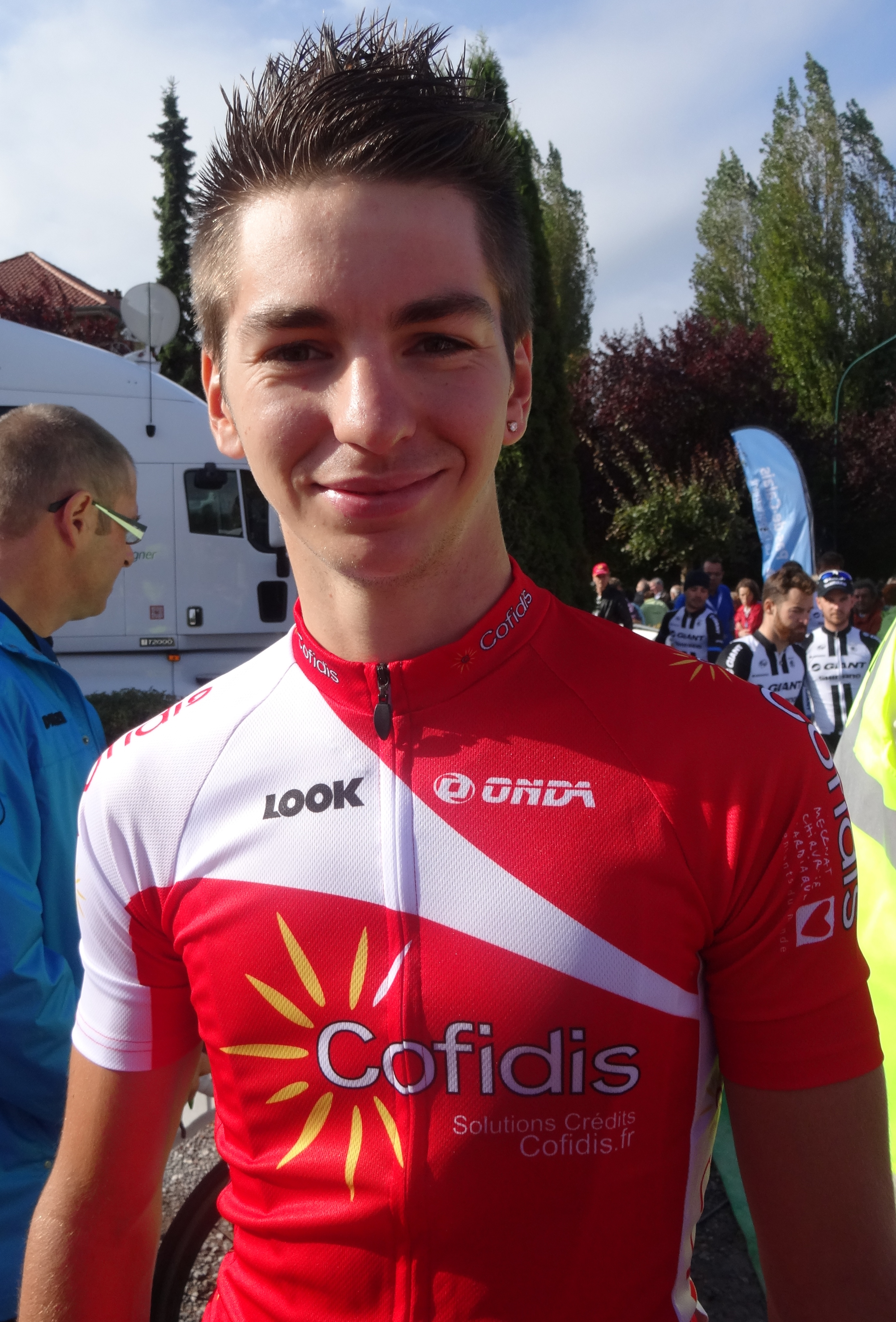
Anthony Turgis est le leader de la Coupe de France élites et des jeunes.

| Top dix de la Coupe de France à l'issue de la 2e manche | Top dix de la Coupe de France à l'issue de la 2e manche | Top dix de la Coupe de France à l'issue de la 2e manche | Top dix de la Coupe de France à l'issue de la 2e manche | Top dix de la Coupe de France à l'issue de la 2e manche |
| ------------------------------------------------------- | ------------------------------------------------------- | ------------------------------------------------------- | ------------------------------------------------------- | ------------------------------------------------------- |
|                                                         | Coureur                                                 | Pays                                                    | Équipe                                                  | Point(s)                                                |
| 1er                                                     | Anthony Turgis                                          | France                                                  | Cofidis                                                 | 50 points                                               |
| 2e                                                      | Dries Devenyns                                          | Belgique                                                | IAM                                                     | 50 pts                                                  |
| 3e                                                      | Loïc Chetout                                            | France                                                  | Cofidis                                                 | 35 pts                                                  |
| 4e                                                      | Thibaut Pinot                                           | France                                                  | FDJ                                                     | 35 pts                                                  |
| 5e                                                      | Kévin Ledanois                                          | France                                                  | Fortuneo-Vital Concept                                  | 25 pts                                                  |
| 6e                                                      | Baptiste Planckaert                                     | Belgique                                                | Wallonie Bruxelles-Group Protect                        | 25 pts                                                  |
| 7e                                                      | Dimitri Claeys                                          | Belgique                                                | Wanty-Groupe Gobert                                     | 25 pts                                                  |
| 8e                                                      | Kenneth Vanbilsen                                       | Belgique                                                | Cofidis                                                 | 20 pts                                                  |
| 9e                                                      | Florian Sénéchal                                        | France                                                  | Cofidis                                                 | 18 pts                                                  |
| 10e                                                     | Ryan Anderson                                           | Canada                                                  | Direct Énergie                                          | 18 pts                                                  |
| modifier                                                |                                                         |                                                         |                                                         |                                                         |

#### Classement individuel des jeunes
| Top neuf de la Coupe de France à l'issue de la 2e manche | Top neuf de la Coupe de France à l'issue de la 2e manche | Top neuf de la Coupe de France à l'issue de la 2e manche | Top neuf de la Coupe de France à l'issue de la 2e manche | Top neuf de la Coupe de France à l'issue de la 2e manche |
| -------------------------------------------------------- | -------------------------------------------------------- | -------------------------------------------------------- | -------------------------------------------------------- | -------------------------------------------------------- |
|                                                          | Coureur                                                  | Pays                                                     | Équipe                                                   | Point(s)                                                 |
| 1er                                                      | Anthony Turgis                                           | France                                                   | Cofidis                                                  | 50 points                                                |
| 2e                                                       | Loïc Chetout                                             | France                                                   | Cofidis                                                  | 35 pts                                                   |
| 3e                                                       | Kévin Ledanois                                           | France                                                   | Fortuneo-Vital Concept                                   | 25 pts                                                   |
| 4e                                                       | Florian Sénéchal                                         | France                                                   | Cofidis                                                  | 18 pts                                                   |
| 5e                                                       | Carlos Barbero                                           | Espagne                                                  | Caja Rural-Seguros RGA                                   | 16 pts                                                   |
| 6e                                                       | Hugo Hofstetter                                          | France                                                   | Cofidis                                                  | 10 pts                                                   |
| 7e                                                       | Jimmy Turgis                                             | France                                                   | Roubaix Métropole européenne de Lille                    | 6 pts                                                    |
| 8e                                                       | Romain Combaud                                           | France                                                   | Delko-Marseille Provence-KTM                             | 3 pts                                                    |
| 9e                                                       | Nico Denz                                                | Allemagne                                                | AG2R La Mondiale                                         | 3 pts                                                    |
| modifier                                                 |                                                          |                                                          |                                                          |                                                          |

#### Classement par équipes
| \| \| Top neuf de la Coupe de France à l'issue de la 2e manche[7] \| | \| \| Top neuf de la Coupe de France à l'issue de la 2e manche[7] \| | \| \| Top neuf de la Coupe de France à l'issue de la 2e manche[7] \| | \| \| Top neuf de la Coupe de France à l'issue de la 2e manche[7] \| |
| -------------------------------------------------------------------- | -------------------------------------------------------------------- | -------------------------------------------------------------------- | -------------------------------------------------------------------- |
|                                                                      | Équipe                                                               | Pays                                                                 | Point(s)                                                             |
| 1                                                                    | Cofidis                                                              | France                                                               | 16                                                                   |
| 2                                                                    | Delko-Marseille Provence-KTM                                         | France                                                               | 15                                                                   |
| 3                                                                    | AG2R La Mondiale                                                     | France                                                               | 15                                                                   |
| 4                                                                    | Direct Énergie                                                       | France                                                               | 13                                                                   |
| 5                                                                    | FDJ                                                                  | France                                                               | 12                                                                   |
| 6                                                                    | Fortuneo-Vital Concept                                               | France                                                               | 11                                                                   |
| 7                                                                    | Armée de Terre                                                       | France                                                               | 11                                                                   |
| 8                                                                    | Roubaix Métropole européenne de Lille                                | France                                                               | 11                                                                   |
| 9                                                                    | HP BTP-Auber 93                                                      | France                                                               | 6                                                                    |
|                                                                      | Top neuf de la Coupe de France à l'issue de la 2e manche             |                                                                      |                                                                      |

### UCI Europe Tour
Cette Classic Loire-Atlantique attribue des points pour l'UCI Europe Tour 2016, par équipes seulement aux coureurs des équipes continentales professionnelles et continentales, individuellement à tous les coureurs sauf ceux faisant partie d'une équipe ayant un label WorldTeam.
| Position           | 1er | 2e | 3e | 4e | 5e | 6e | 7e | 8e | 9e | 10e | 11e | 12e | 13e à 15e | 16e à 25e |
| Classement général | 125 | 85 | 70 | 60 | 50 | 40 | 35 | 30 | 25 | 20  | 15  | 10  | 5         | 3         |

## Liste des participants
- Liste de départ complète

| Légende | Légende                                                                    | Légende | Légende                                                    |
| ------- | -------------------------------------------------------------------------- | ------- | ---------------------------------------------------------- |
| Num     | Dossard de départ porté par le coureur sur cette Classic Loire-Atlantique  | Pos     | Position à l'arrivée de la course                          |
|         | Indique un maillot de champion national ou mondial, suivi de sa spécialité | NP      | Indique un coureur qui n'a pas pris le départ de la course |
| AB      | Indique un coureur qui n'a pas terminé la course                           | HD      | Indique un coureur qui a terminé la course hors des délais |

| AG2R La Mondiale ALM               | AG2R La Mondiale ALM   | AG2R La Mondiale ALM |
| ---------------------------------- | ---------------------- | -------------------- |
| Num                                | Coureur                | Pos                  |
| 1                                  | Damien Gaudin (FRA)    | 11e                  |
| 2                                  | Julien Bérard (FRA)    | 41e                  |
| 3                                  | Blel Kadri (FRA)       | AB                   |
| 4                                  | Sébastien Turgot (FRA) | 32e                  |
| 5                                  | Maxime Daniel (FRA)    | AB                   |
| 6                                  | Nico Denz (GER)        | 14e                  |
| 7                                  | Quentin Jauregui (FRA) | AB                   |
| 8                                  |                        |                      |
| Directeur sportif : Nicolas Guillé |                        |                      |

| FDJ                                 | FDJ                   | FDJ |
| ----------------------------------- | --------------------- | --- |
| Num                                 | Coureur               | Pos |
| 11                                  | Marc Sarreau (FRA)    | AB  |
| 12                                  | Murilo Fischer (BRA)  | AB  |
| 13                                  | Marc Fournier (FRA)   | AB  |
| 14                                  | Yoann Offredo (FRA)   | 7e  |
| 15                                  | Olivier Le Gac (FRA)  | AB  |
| 16                                  | Lorrenzo Manzin (FRA) | AB  |
| 17                                  | Laurent Pichon (FRA)  | 26e |
| 18                                  | Jérémy Roy (FRA)      | AB  |
| Directeur sportif : Thierry Bricaud |                       |     |

| Cofidis COF                        | Cofidis COF               | Cofidis COF |
| ---------------------------------- | ------------------------- | ----------- |
| Num                                | Coureur                   | Pos         |
| 21                                 | Anthony Perez (FRA)       | AB          |
| 22                                 | Loïc Chetout (FRA)        | 2e          |
| 23                                 | Yoann Bagot (FRA)         | AB          |
| 24                                 | Hugo Hofstetter (FRA)     | 9e          |
| 25                                 | Gert Jõeäär (EST) (Route) | AB          |
| 26                                 | Florian Sénéchal (FRA)    | 5e          |
| 27                                 | Kenneth Vanbilsen (BEL)   | 4e          |
| 28                                 | Anthony Turgis (FRA)      | 1er         |
| Directeur sportif : Alain Deloeuil |                           |             |

| Direct Énergie DEN                   | Direct Énergie DEN       | Direct Énergie DEN |
| ------------------------------------ | ------------------------ | ------------------ |
| Num                                  | Coureur                  | Pos                |
| 31                                   | Sylvain Chavanel (FRA)   | 15e                |
| 32                                   | Fabrice Jeandesboz (FRA) | AB                 |
| 33                                   | Bryan Coquard (FRA)      | AB                 |
| 34                                   | Jérémy Cornu (FRA)       | AB                 |
| 35                                   | Tony Hurel (FRA)         | AB                 |
| 36                                   | Fabien Grellier (FRA)    | AB                 |
| 37                                   | Romain Sicard (FRA)      | 44e                |
| 38                                   | Thomas Voeckler (FRA)    | 33e                |
| Directeur sportif : Jimmy Engoulvent |                          |                    |

| Fortuneo-Vital Concept FVC    | Fortuneo-Vital Concept FVC | Fortuneo-Vital Concept FVC |
| ----------------------------- | -------------------------- | -------------------------- |
| Num                           | Coureur                    | Pos                        |
| 41                            | Maxime Cam (FRA)           | AB                         |
| 42                            | Brice Feillu (FRA)         | AB                         |
| 43                            | Pierrick Fédrigo (FRA)     | 8e                         |
| 44                            | Jean-Marc Bideau (FRA)     | AB                         |
| 45                            | Arnaud Gérard (FRA)        | 21e                        |
| 46                            | Benoît Jarrier (FRA)       | AB                         |
| 47                            | Kévin Ledanois (FRA)       | 3e                         |
| 48                            | Francis Mourey (FRA)       | AB                         |
| Directeur sportif : Yvon Caër |                            |                            |

| Delko-Marseille Provence-KTM DMP    | Delko-Marseille Provence-KTM DMP | Delko-Marseille Provence-KTM DMP |
| ----------------------------------- | -------------------------------- | -------------------------------- |
| Num                                 | Coureur                          | Pos                              |
| 51                                  | Romain Combaud (FRA)             | 13e                              |
| 52                                  | Rémy Di Grégorio (FRA)           | 31e                              |
| 53                                  | Christophe Laborie (FRA)         | 24e                              |
| 54                                  | Yannick Martinez (FRA)           | 47e                              |
| 55                                  | Julien El Fares (FRA)            | AB                               |
| 56                                  | Delio Fernández (ESP)            | AB                               |
| 57                                  | Thierry Hupond (FRA)             | 48e                              |
| 58                                  | Quentin Pacher (FRA)             | 16e                              |
| Directeur sportif : Gilles Pauchard |                                  |                                  |

| Caja Rural-Seguros RGA CJR             | Caja Rural-Seguros RGA CJR  | Caja Rural-Seguros RGA CJR |
| -------------------------------------- | --------------------------- | -------------------------- |
| Num                                    | Coureur                     | Pos                        |
| 61                                     | Miguel Ángel Benito (ESP)   | 43e                        |
| 62                                     | Peio Bilbao (ESP)           | 30e                        |
| 63                                     | Fabricio Ferrari (URU)      | 25e                        |
| 64                                     | Jonathan Lastra (ESP)       | 28e                        |
| 65                                     | Ángel Madrazo (ESP)         | AB                         |
| 66                                     | Jaime Rosón (ESP)           | AB                         |
| 67                                     | Diego Rubio Hernández (ESP) | AB                         |
| 68                                     |                             |                            |
| Directeur sportif : Eugenio Goikoetxea |                             |                            |

| Topsport Vlaanderen-Baloise TSV    | Topsport Vlaanderen-Baloise TSV | Topsport Vlaanderen-Baloise TSV |
| ---------------------------------- | ------------------------------- | ------------------------------- |
| Num                                | Coureur                         | Pos                             |
| 71                                 | Floris De Tier (BEL)            | 29e                             |
| 72                                 | Sander Helven (BEL)             | AB                              |
| 73                                 | Eliot Lietaer (BEL)             | 18e                             |
| 74                                 | Kenny De Ketele (BEL)           | AB                              |
| 75                                 | Dries Van Gestel (BEL)          | AB                              |
| 76                                 | Kenneth Van Rooy (BEL)          | AB                              |
| 77                                 | Pieter Vanspeybrouck (BEL)      | 6e                              |
| 78                                 | Otto Vergaerde (BEL)            | 22e                             |
| Directeur sportif : Hans De Clercq |                                 |                                 |

| Wanty-Groupe Gobert WGG                 | Wanty-Groupe Gobert WGG | Wanty-Groupe Gobert WGG |
| --------------------------------------- | ----------------------- | ----------------------- |
| Num                                     | Coureur                 | Pos                     |
| 81                                      | Simone Antonini (ITA)   | AB                      |
| 82                                      | Frederik Backaert (BEL) | AB                      |
| 83                                      | Dimitri Claeys (BEL)    | 12e                     |
| 84                                      | Antoine Demoitié (BEL)  | 35e                     |
| 85                                      | Mark McNally (GBR)      | AB                      |
| 86                                      | Lander Seynaeve (BEL)   | AB                      |
| 87                                      | Kévin Van Melsen (BEL)  | AB                      |
| 88                                      | Robin Stenuit (BEL)     | AB                      |
| Directeur sportif : Jean-Marc Rossignon |                         |                         |

| Androni Giocattoli-Sidermec AND     | Androni Giocattoli-Sidermec AND | Androni Giocattoli-Sidermec AND |
| ----------------------------------- | ------------------------------- | ------------------------------- |
| Num                                 | Coureur                         | Pos                             |
| 91                                  | Marco Benfatto (ITA)            | AB                              |
| 92                                  | Marco Bandiera (ITA)            | AB                              |
| 93                                  | Daniele Ratto (ITA)             | AB                              |
| 94                                  | Tiziano Dall'Antonia (ITA)      | 49e                             |
| 95                                  | Alberto Nardin (ITA)            | AB                              |
| 96                                  | Luca Pacioni (ITA)              | AB                              |
| 97                                  | Alessio Taliani (ITA)           | AB                              |
| 98                                  |                                 |                                 |
| Directeur sportif : Roberto Miodini |                                 |                                 |

| Roth ROT                                   | Roth ROT              | Roth ROT |
| ------------------------------------------ | --------------------- | -------- |
| Num                                        | Coureur               | Pos      |
| 101                                        | Marco D'Urbano (ITA)  | AB       |
| 102                                        | Nicolas Baldo (FRA)   | AB       |
| 103                                        | Tristan Marguet (SUI) | AB       |
| 104                                        | Colin Stüssi (SUI)    | AB       |
| 105                                        | Roland Thalmann (SUI) | AB       |
| 106                                        | Nicola Toffali (ITA)  | AB       |
| 107                                        | Frank Pasche (SUI)    | AB       |
| 108                                        | Rino Zampilli (ITA)   | AB       |
| Directeur sportif : Alessandro Spezialetti |                       |          |

| HP BTP-Auber 93 AUB                | HP BTP-Auber 93 AUB       | HP BTP-Auber 93 AUB |
| ---------------------------------- | ------------------------- | ------------------- |
| Num                                | Coureur                   | Pos                 |
| 111                                | Romain Feillu (FRA)       | AB                  |
| 112                                | Pierre Gouault (FRA)      | AB                  |
| 113                                | Flavien Dassonville (FRA) | 34e                 |
| 114                                | Guillaume Levarlet (FRA)  | AB                  |
| 115                                | Anthony Maldonado (FRA)   | 37e                 |
| 116                                | David Menut (FRA)         | AB                  |
| 117                                | Maxime Renault (FRA)      | 42e                 |
| 118                                | Julien Guay (FRA)         | 45e                 |
| Directeur sportif : Stéphan Gaudry |                           |                     |

| Roubaix Métropole européenne de Lille RML | Roubaix Métropole européenne de Lille RML | Roubaix Métropole européenne de Lille RML |
| ----------------------------------------- | ----------------------------------------- | ----------------------------------------- |
| Num                                       | Coureur                                   | Pos                                       |
| 121                                       | Julien Antomarchi (FRA)                   | AB                                        |
| 122                                       | Rudy Barbier (FRA)                        | AB                                        |
| 123                                       | Dieter Bouvry (BEL)                       | AB                                        |
| 124                                       | Jérémy Leveau (FRA)                       | 20e                                       |
| 125                                       | Maxime Vantomme (BEL)                     | AB                                        |
| 126                                       | Daan Myngheer (BEL)                       | 23e                                       |
| 127                                       | Félix Pouilly (FRA)                       | AB                                        |
| 128                                       | Jimmy Turgis (FRA)                        | 39e                                       |
| Directeur sportif : Frédéric Delcambre    |                                           |                                           |

| Armée de Terre ADT               | Armée de Terre ADT     | Armée de Terre ADT |
| -------------------------------- | ---------------------- | ------------------ |
| Num                              | Coureur                | Pos                |
| 131                              | Julien Duval (FRA)     | AB                 |
| 132                              | Thibault Ferasse (FRA) | AB                 |
| 133                              | Yann Guyot (FRA)       | AB                 |
| 134                              | Jérôme Mainard (FRA)   | 38e                |
| 135                              | Clément Penven (FRA)   | 19e                |
| 136                              | Jimmy Raibaud (FRA)    | 27e                |
| 137                              | Thomas Rostollan (FRA) | AB                 |
| 138                              | Yoann Barbas (FRA)     | 36e                |
| Directeur sportif : Jimmy Casper |                        |                    |

| Euskadi Basque Country-Murias EUS | Euskadi Basque Country-Murias EUS | Euskadi Basque Country-Murias EUS |
| --------------------------------- | --------------------------------- | --------------------------------- |
| Num                               | Coureur                           | Pos                               |
| 141                               | Aritz Bagües (ESP)                | 46e                               |
| 142                               | Ander Barrenetxea (ESP)           | AB                                |
| 143                               | Aitor González Prieto (ESP)       | AB                                |
| 144                               | Alex Aranburu (ESP)               | AB                                |
| 145                               | Pello Olaberria (ESP)             | AB                                |
| 146                               | Jon Ander Insausti (ESP)          | AB                                |
| 147                               | Gotzon Udondo (ESP)               | AB                                |
| 148                               |                                   |                                   |
| Directeur sportif : Rubén Pérez   |                                   |                                   |

| Wallonie Bruxelles-Group Protect WBC | Wallonie Bruxelles-Group Protect WBC | Wallonie Bruxelles-Group Protect WBC |
| ------------------------------------ | ------------------------------------ | ------------------------------------ |
| Num                                  | Coureur                              | Pos                                  |
| 151                                  | Florent Delfosse (BEL)               | AB                                   |
| 152                                  | Baptiste Planckaert (BEL)            | AB                                   |
| 153                                  | Sébastien Delfosse (BEL)             | AB                                   |
| 154                                  | Tom Dernies (BEL)                    | 40e                                  |
| 155                                  | Antoine Warnier (BEL)                | AB                                   |
| 156                                  | Gaëtan Pons (BEL)                    | AB                                   |
| 157                                  | Grégory Habeaux (BEL)                | 10e                                  |
| 158                                  | Thomas Deruette (BEL)                | AB                                   |
| Directeur sportif : Olivier Kaisen   |                                      |                                      |

| 3M MMM                           | 3M MMM                 | 3M MMM |
| -------------------------------- | ---------------------- | ------ |
| Num                              | Coureur                | Pos    |
| 161                              | Edwig Cammaerts (BEL)  | AB     |
| 162                              | Gertjan De Vos (BEL)   | AB     |
| 163                              | Jaap de Man (NED)      | AB     |
| 164                              | Laurent Évrard (BEL)   | 17e    |
| 165                              | Jimmy Janssens (BEL)   | AB     |
| 166                              | Piotr Havik (NED)      | AB     |
| 167                              | Bob Schoonbroodt (NED) | AB     |
| 168                              | Kenny Willems (BEL)    | AB     |
| Directeur sportif : Frank Boeckx |                        |        |